# Weidegut (Gemeinde Katsdorf)
Weidegut ist eine Ortschaft in der Gemeinde Katsdorf in Oberösterreich. Sie hat 185 Einwohner (1. Jänner 2024).
Im Jahr 1930 wurden die Besitzer des Grasserbauergutes, die Bauern Johann und Johanna Peterseil überfallen und mit einem Beil brutal erschlagen. Hierauf stellte sich die Frage, was mit ihrem Hof geschehen möge. Denn auch ihre beiden Töchter, Theresia und Cäcilia, wurden schwer verletzt und waren zudem noch viel zu jung, um die Arbeiten in der Landwirtschaft auf sich nehmen zu können. Also kauften ein paar Bauern aus der Umgebung das Anwesen und gründeten die Weidegenossenschaft Bodendorf in der das Weidegut von Beginn an der Aufzucht von Kalbinnen diente. Bereits 1931 standen 80 Tiere auf der Weide und in der Folge beteiligten sich 57 Landwirte an der Genossenschaft. 1944 schlugen Bomben in einen Keller des Gutes und töteten die damaligen Weidewärter Johann und Maria Mittermayr, die fünf Kinder hinterließen.
Die Genossenschaft Weidegut, die wie eine Almwirtschaft geführt wird, besteht bis heute und ist die niedrigste Alm Österreichs (rund 350 m ü. A.). Die Tiere verbleiben von Mitte April bis Ende Oktober auf dem Gut. Die meisten Kalbinnen werden im Sommer besamt und gebären im Winter.
Ab den 1970er Jahren wurden Teile des Gutes als Siedlungsgebiet gewidmet.